# Abudefduf conformis
Abudefduf conformis là một loài cá biển thuộc chi Abudefduf trong họ Cá thia. Loài này được mô tả lần đầu tiên vào năm 1999.

## Từ nguyên
Từ định danh trong danh pháp theo tiếng Latinh có nghĩa là "giống nhau, tương tự", hàm ý đề cập đến sự tương đồng của loài cá này với Abudefduf vaigiensis.

## Phạm vi phân bố và môi trường sống
A. conformis là loài đặc hữu của quần đảo Marquises ở vùng biển Đông Thái Bình Dương. Loài này sống gần những rạn san hô và bờ biển đá ở độ sâu đến ít nhất là 12 m; cá con đôi khi được nhìn thấy trong các vũng thủy triều.

## Mô tả
A. conformis có chiều dài cơ thể tối đa được ghi nhận là 13 cm. A. conformis có kiểu hình khá giống với A. vaigiensis nên trước đó bị xác định nhầm là loài này, nhưng A. conformis không có vệt màu vàng ở lưng như A. vaigiensis. Các dải sọc đen hai bên thân của A. conformis hẹp hơn, vảy cá có viền đen sẫm và ánh màu xanh lục nhạt so với A. vaigiensis. A. conformis có nhiều lược mang (27–30) hơn A. vaigiensis (24–28), tương tự như số vảy ống đường bên (22 so với 21).
Số gai ở vây lưng: 13; Số tia mềm ở vây lưng: 13–14; Số gai ở vây hậu môn: 2; Số tia mềm ở vây hậu môn: 12–13; Số tia mềm ở vây ngực: 19–20; Số gai ở vây bụng: 1; Số tia mềm ở vây bụng: 5.

## Sinh thái học
Thức ăn của A. conformis bao gồm động vật phù du, một số loài thủy sinh không xương sống nhỏ và tảo. Cá đực có tập tính bảo vệ và chăm sóc trứng.